# پل سینر
پل سینر (مجاری: Paul Czinner; ۳۰ مهٔ ۱۸۹۰ – ۲۲ ژوئن ۱۹۷۲) کارگردان فیلم، فیلم‌نامه‌نویس، تهیه‌کننده فیلم، و نویسنده اهل مجارستان بود.
وی کارگردان فیلم‌هایی همچون هر طور شما دوست دارید، زندگی ربوده‌شده و هرگز مرا فراری نده بوده است. سینر همچنین برندهٔ جوایزی همچون جایزه فیلم آلمان شده‌است.